# Subgrup de la serpentina
El subgrup de la serpentina és un grup de minerals de la classe dels silicats. S'acostuma a emprar el terme serpentina per a referir-se a algun membre del grup, normalment qualsevol antigorita o amesita, tot i que també pot referir-se a la lizardita o a qualsevol de les espècies de crisòtil. La roca composta principalment per aquests minerals s'anomena serpentinita.
Aquest grup està format per espècies minerals fil·losilicats hidrosos amb magnesi i ferro, que poden tenir petites quantitats d'altres elements incloent crom, manganès, cobalt i níquel. En mineralogia i gemmologia, la serpentina es pot referir a qualsevol de les 24 varietats que pertanyenal grup de la serpentina.
Els minerals que componen aquest grup són: amesita, antigorita, baumita, berthierina, brindleyita, cariopilita, crisòtil, clinocrisòtil, cronstedtita, dickita, fraipontita, greenalita, hal·loysita, caolinita, kel·lyïta, lizardita, manandonita, nacrita, nepouïta, odinita, ortocrisòtil, paracrisòtil, pecoraïta i vorhauserita.

## Característiques
El seu color verd oliva i la seva aparença llisa o amb escates són la base del seu nom en llatí serpentinus, que significa "serp de roca". Aquest nom li va ser donat l'any 1564 per Georgius Agrigola. S'originen en alteracions metamòrfiques de la peridotita i el piroxè. Les serpentines també poden pseudomorficament substituir altres silicats de magnesi. El sòl de serpentina normalment conté molta argila i és tòxic per a moltes plantes degut al seu alt contingut de níquel, crom i cobalt. Degut a això, la flora d'aquests sòls és particular.

## Usos
Les serpentines tenen molts usos industrials com en les vies de ferrocarrils, material de construcció i els tipus asbestiformes en aïllants tèrmics i elèctrics. L'asbest de serpentina, alliberat a l'aire, és perjudicial a llarg termini per a la salut. Alguns tipus de serpentina s'han fet servir en joieria, de vegades sota el nom de jade fals o jade Teton.

### Emblema de l'estat de Califòrnia
L'any 1965 Califòrnia designà oficialment aquest mineral com La roca oficial de l'estat i l'emblema litològic (“the official State Rock and lithologic emblem”).